# Gisèle Charzat
Gisèle Charzat, nata Bochenek, precedentemente coniugata Forray e al tempo nota come Gisèle Bochenek-Forray (Parigi, 17 febbraio 1941), è una politica francese, membro del Partito Socialista ed europarlamentare dal 1979 al 1989.

## Biografia

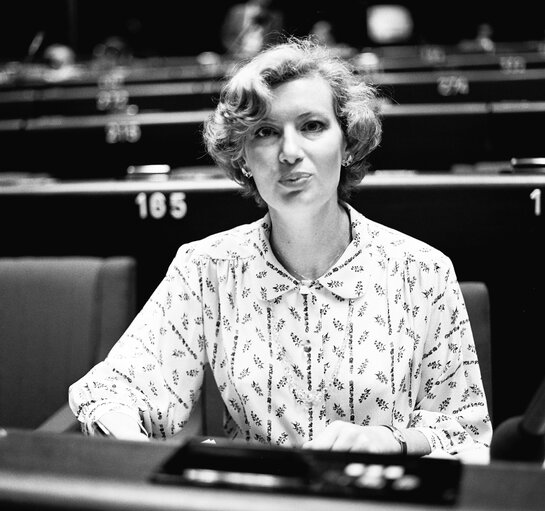
Gisèle Charzat al Parlamento europeo nel 1981

Nel 1964 si laureò in lettere all'Istituto di studi politici di Parigi, per poi lavorare come giornalista e impiegata presso il Ministero degli affari esteri; fu membro onorario del Consiglio di Stato. Fu autrice di pubblicazioni sul ruolo delle donne nella società e nella guerra, tra cui La Militarisation intégrale (1986) e La Guerre nouvelle (1988).
Nel 1967 intraprese l'attività politica aderendo al Partito Socialista, dove si unì alla corrente di Jean-Pierre Chevènement. Collaborò con il Centre d'études, de recherches et d'éducation socialiste, occupandosi di questioni energetiche e di relazioni con i paesi del Medio Oriente.
Nella tornata del 1979 venne eletta deputata al Parlamento europeo, venendo poi riconfermata per un secondo mandato nel 1984. Fu membro dell'ufficio di presidenza del Partito Socialista, vicepresidente della delegazione per le relazioni con Israele e della commissione per gli affari politici (1983-1984), nonché membro della commissione per lo sviluppo e la cooperazione.
Sposò il collega Michel Charzat, assumendone il cognome.

## Opere
- Gisèle Charzat, Les Françaises sont-elles des citoyennes?, Parigi, Denoël-Gonthier, 1972.
- Gisèle Charzat, Femmes, Violence, Pouvoir, Parigi, Jean-Claude Simoën, 1979.
- Gisèle Charzat, La militarisation intégrale (Théorie et stratégie), Parigi, L'Herne, 1986, ISBN 2851975048.
- Gisèle Charzat, Parigi, Stock, 1988, ISBN 9782234020993.